# Peronaeus-Stimulator
Ein Peron(a)eus-Stimulator (Wadenbeinmuskelstimulator) ist ein medizinisches System, das Menschen, die an Fußhebeschwäche leiden, helfen soll, wieder ein besseres Gangbild zu erreichen. Er nutzt funktionelle Elektrostimulation, um beim Gehen die an der Fußhebung beteiligten Muskeln zu aktivieren. Die Stimulation kann dabei sowohl über ein Implantat, dessen Elektroden direkt um den Nerv gelegt werden, als auch nichtinvasiv über Hautelektroden, die mit leitfähigem Gel beschichtet sind, erfolgen. Um die Stimulation mit dem Gang zu synchronisieren, werden nahezu ausschließlich Fersenkontaktschalter eingesetzt, die entweder über Kabel oder über Funk an eine Steuereinheit melden, ob die Ferse gerade belastet ist oder nicht. In Deutschland wurde ActiGait entwickelt. Alternativ steht das STIMuSTEP-System aus England zur Verfügung.

## Funktionsweise
Die Beschreibung erfolgt am Beispiel des Peronaeusstimulators ActiGait: Will der Betroffene einen Schritt machen, registriert dies der Fersenschalter und informiert die Steuereinheit, dass der Fuß den Boden verlässt. Diese Information wird kabellos über die Antenne (platziert an der Hautoberfläche) an das Implantat weitergegeben. Das Implantat stimuliert die Wadenbeinmuskulatur, der Fuß wird kontrolliert angehoben. Berührt die Ferse wieder den Boden, endet die Stimulation. Als nachteilig werden der hohe technische Aufwand, Probleme mit Elektrodendislokationen, Kabelbrüche und eine unzureichende Detektion der Gangzyklusphasen in der Ebene gesehen.

## Voraussetzungen
Es gibt einige Voraussetzungen, die ein Patient für die Implantation eines Peronaeus-Stimulators mitbringen muss:
- Der Peronaeus-Stimulator ist geeignet für Patienten mit einer leicht- bis mittelgradigen beinbetonten Halbseitenlähmung nach einem Schlaganfall, der länger als 6 Monate zurückliegt.
- Der Patient muss prinzipiell am Stock gehfähig sein. Er sollte 20 Meter in weniger als 2 Minuten mit oder ohne Hilfsmittel zurücklegen können.
- Es darf kein unzureichend eingestellter Diabetes mellitus vorliegen.
- Es sollte keine sonstige Nervenschädigung, z. B. eine schwere diabetische Polyneuropathie vorliegen.
- Der Patient sollte nicht an einer Epilepsie mit mehr als einem Anfall in 2 Monaten leiden.
- Patienten mit Herzschrittmachern können derzeit nicht mit dem Peronaeus-Stimulator behandelt werden.